# Nobody's Diary
Singles de Yazoo
The Other Side of Love
(1982) Situation '90
(1990)
Nobody's Diary est une chanson synthpop interprétée par le groupe britannique Yazoo, écrite et composée par sa chanteuse, Alison Moyet. Sortie en single le 9 mai 1983, elle est l'unique extrait de l'album You and Me Both.
C'est un succès dans plusieurs pays. Publiée aux États-Unis par Sire Records sous la forme d'un single double face A avec la chanson State Farm, elle arrive en tête du classement du Billboard Hot Dance Club Play en juillet 1983.
Le clip est réalisé par Chris Gabrin. 
Entre la sortie du single et celle de l'album, le groupe s'est séparé.
En 2008, plusieurs remixes sont réalisés et sortent en EP aux formats vinyl et digital. 

## Classements hebdomadaires
| Classement (1983)                      | Meilleure position |
| -------------------------------------- | ------------------ |
| Allemagne (GfK Entertainment)          | 18                 |
| Australie (Kent Music Report)          | 17                 |
| Belgique (Flandre Ultratop 50 Singles) | 20                 |
| États-Unis (Hot Dance Club Play)       | 1                  |
| Irlande (IRMA)                         | 5                  |
| Italie (FIMI)                          | 14                 |
| Nouvelle-Zélande (RMNZ)                | 14                 |
| Royaume-Uni (UK Singles Chart)         | 3                  |
| Suède (Sverigetopplistan)              | 9                  |

Versions remixées (EP)
| Classement (2008)              | Meilleure position |
| ------------------------------ | ------------------ |
| Royaume-Uni (UK Singles Chart) | 100                |

## Certifications
| Pays              | Certification | Unités certifiées |
| ----------------- | ------------- | ----------------- |
| Royaume-Uni (BPI) | Argent        | 250 000           |